# Mauro Martoriati
Mauro Martoriati (Roma, 3 maggio 1957) è un artista italiano.
Si forma come artista studiando e lavorando presso gli studi di alcuni artisti romani, negli anni '70 e '80, approfondendo poi le sue esperienze a Madrid e New York negli anni '90.
Le opere di Martoriati rispecchiano lo spirito con cui egli vive l’esperienza artistica: provare una tecnica espressiva viva e attuale, al di là del contenuto generale. Le sue opere si trovano in molte collezioni pubbliche e private tra le quali il “Museo Nazionale d’arte” di Kuala Lumpur, in Malaysia, la Mediateca di Mouans-Sartoux, in Francia e l’archivio della Quadriennale di Roma.
Mauro Martoriati ha eseguito la realizzazione di un pannello-scultura, in ferro, rame e ceramica collocato nei nuovi giardini comunali della Anguillara Sabazia (Roma) ed una scultura monumentale, “Il Guerriero”, costruita con vecchio ferro, recuperato esclusivamente nelle campagne e nelle cantine del paese sabatino anch’essa installata in uno spazio pubblico di Anguillara Sabazia.

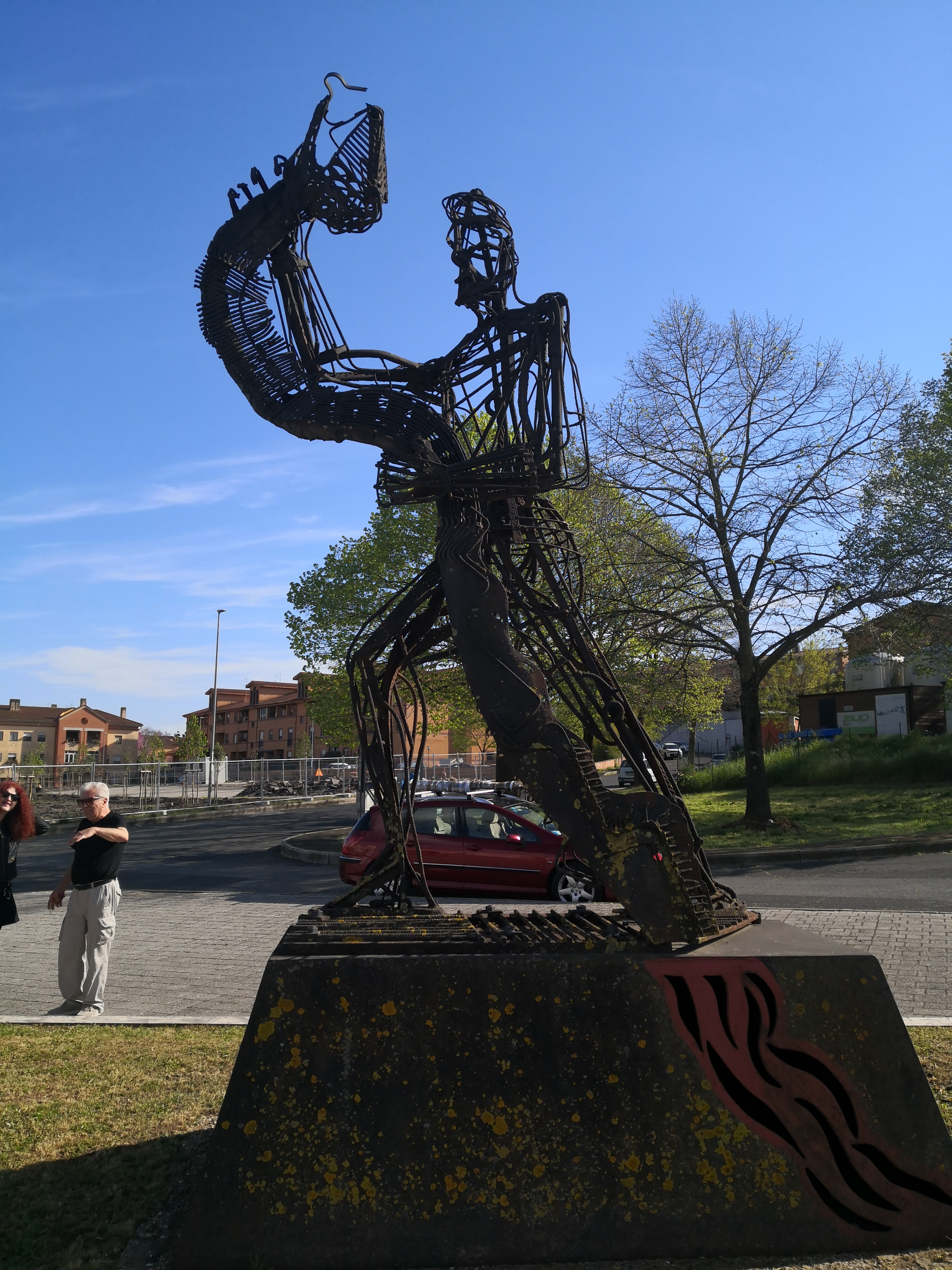
Il Guerriero (Anguillara Sabazia)